# Ruine Sulzau
Die Ruine Sulzau ist der Rest einer Höhenburg über Sulzau, einem Ortsteil der Gemeinde Starzach im Landkreis Tübingen in Baden-Württemberg. Die nicht genau lokalisierbare Burg war vermutlich Sitz der Herren von Sulzau.